# Igor Sołomonowski
Igor Konstantinowicz Sołomonowski, ros. Игорь Константинович Соломоновский (ur. w 1901 w Kijowie, zm. 10 czerwca 1974 w São Paulo) – rosyjski, a następnie jugosłowiański wojskowy, oficer Wehrmachtu podczas II wojny światowej, emigracyjny publicysta.

## Życiorys
Działał we wszechrosyjskim ruchu skautowskim. W 1918 r. wstąpił do wojsk Białych gen. Antona I. Denikina. Służył w Mieszanym Pułku Kawalerii 1 Dywizji Kawalerii. Pod koniec lata 1920 r. został odznaczony Krzyżem Św. Jerzego 4 klasy. W połowie listopada tego roku ewakuował się wraz z wojskami Białych z Krymu do Gallipoli. Na emigracji zamieszkał w Królestwie SHS. Pod koniec 1921 r. ukończył krymski korpus kadetów, a następnie studia prawnicze na Uniwersytecie w Belgradzie. Działał w Rosyjskim Związku Ogólnowojskowym (ROWS). Wstąpił do armii jugosłowiańskiej, dochodząc do stopnia sierżanta. Uczestniczył w wojnie z Niemcami w kwietniu 1941 r. Trafił do niewoli niemieckiej. Na początku 1942 r. został uwolniony, po czym natychmiast wstąpił do Wehrmachtu. W sierpniu tego roku awansowano go na podporucznika. Służył w 1 Wschodnim Pułku Zapasowym "Środek" na okupowanej Białorusi. W 1943 r. został porucznikiem, a następnie kapitanem. W 1944 r. odkomenderowano go do Wydziału Obce Armie "Wschód" Sztabu Generalnego Wojsk Lądowych (OKH). Doszedł do stopnia majora. Po zakończeniu wojny objął funkcję komendanta obozu dla przesiedleńców (dipisów) w Austrii. W latach 1947–1948 pracował w firmie samochodowej. W październiku 1948 r. wyemigrował do Brazylii. Publikował liczne artykuły w piśmie "Россия", wychodzącym w Nowym Jorku.